# اقتصاديات الروبوت
تسعى اقتصاديات الروبوت (Robot economics) لإدراك وظيفة وديناميكيات السوق الخاصة بالروبوت. حيث تؤدي الأسواق الخاصة بالروبوت وظيفتها من خلال مدى تفاعل الروبوت مع أصحاب العمل (المستخدمين). وتبحث اقتصاديات الروبوت حالة مورِّدي خدمات الروبوت (العمل الميكانيكي) ومستهلكي خدمات الروبوت (أصحاب العمل)، كما أنها تحاول إدراك النمط المؤدي إلى الناتج والوظيفة وتوزيع الدخل.
ومدخلات الروبوت، في الاقتصاد، هي عبارة عن قياس العمل الذي يقوم به الروبوت والذي يحل محل الأعمال التي يقوم بها البشر. وهناك نظريات اقتصادية كُليّة قامت بتوسيع فكرة تُسمى رأس مال الروبوت (robot capital) (وهو عبارة عن المهارات التي تمتلكها الروبوتات ونتاجهم)، على الرغم من وجود نظريات نظام اقتصاد كلي مناقضة ترى أن مصطلح رأس مال الروبوت متناقض في حد ذاته.
جدير بالذكر أن سوق الروبوت يشبه أي سوق آخر. وتقوم قوى العرض والطلب معًا بتحديد السوق (ويُقصد به في هذه الحالة سعر منتجات الروبوت) وكميتها (عدد الروبوتات المُوظّفة). ومع ذلك يختلف سوق الروبوت عن الأسواق الأخرى (مثل أسواق رأس مال العمل (Labor capital)) في أوجه عديدة. وأهم هذه الاختلافات يتمثل في دور العرض والطلب في تحديد الأسعار. ففي أسواق السِلَعْ عندما ترتفع الأسعار يكون هناك اتجاه على المدى البعيد لإنتاج المزيد من السِلع حتى تُلبي الطلب. أما بالنسبة لأسواق الروبوت، فإجمالي العرض يمكن أن يتم تصنيعه بشكل فاعل نظرًا لأن الروبوتات سوف تعاني من محدودية الإنتاج أكثر من البشر. ويمكن تشبيه سوق الروبوت باحتكار القلة (oligopoly) بمعناه الاقتصادي - نظرًا لأنها قد تكون الصناعة التي يُسيطر عليها مجموعة قليلة من المُنتجين.

## وصلات خارجية
- http://hanson.gmu.edu/aigrow.pdf
- https://web.archive.org/web/20110822084525/http://www.tobiasbuckell.com/2011/01/05/economists-consider-robot-economics-need-to-read-more-frederick-pohl/
- http://www.us-robotics.us/reports/CCC%20Report.pdf
- https://web.archive.org/web/20120519095505/http://www.ideasinactiontv.com/tcs_daily/2003/08/robot-economics.html